# 京都災害ボランティアネット
京都災害ボランティアネット（きょうとさいがいボランティアネット）とは、京都府における災害ボランティアを専門としたNPO法人。
現場経験を有する災害ボランティアに加え、防災機関の専門家や、防災職員、学識経験者が参加しているのが特徴であり、平常時はシンクタンクとしての性格を持ち、被災時には京都府内において災害ボランティアセンターの運営や現場活動を行うとしている。

## 事務局
- 京都市伏見区

## 会員
- 会員数：個人会員約40

NPO関係者、政府や自治体の職員や自営業者などが個人の資格で参加
- 理事長

吉村祐司 ペンネーム「吉村雄之祐」（地方公務員/京都府災害ボランティアセンター副代表）
- 副理事長

志藤修史（大谷大学教授）
長峰健太郎（会社員）
- 理事

青柳良明（未来学園京都文化福祉専門学校校長/元地方公務員）
石橋裕志（NPO法人ガバナンス舞鶴理事長/自営業）
鍵屋一（東京都板橋区議会事務局長/元防災課長）
渋谷和久（内閣官房内閣審議官）
平野正人（地方公務員）
豊島建治（自営業）
松田均（載金師）
- 監事

中川和之（時事通信社解説委員）
横田浩一（公認会計士）
- 顧問

奥山脩二（元京都市消防局理事）
小村隆史（常葉大学社会環境学部准教授・元防衛研究所主任研究官）
立木茂雄（同志社大学社会学部教授）
丸谷浩明（東北大学災害科学国際研究所教授）
水野義之（京都女子大学現代社会学部教授）

## 沿革
- 2004年（平成16年）に発生した台風23号時の水害ボランティアで活躍した京都府下の既存災害ボランティア達が、京都都市青年団と合体して2006年（平成18年）に組織した。同年5月NPO法人となる。

## 活動
主として
- DIGを用いた府内各種団体への防災普及
- 災害時における被災地内外での救援活動
- 平常時における地域とNPOとの協働活動による減災支援
- 平常時における子ども向け防災教育活動

などを行っている。

## 実施した活動
- 府外自治体の災害ボランティア活動手引き作成に参加
- 府外自治体の耐震補強促進計画策定支援を実施
- 平成19年8月には京都で行われた「防災フェア2007」（内閣府・京都市など主催）に参画、市民側コンテンツを主催。
- 平成20年8月に京都で開催予定の「地震火山子どもサマースクール」に参画し防災教育を実施。
- 平成23年3月の東日本大震災では、国土交通省やJR西日本あんしん社会財団、赤い羽根共同募金会の補助を受け、学生社会人混成の「にっしん隊」を編成して福島県いわき市などで活動（～平成24年末）。